# Dani Villahermosa
Dani Villahermosa (Barcelona, 2 de enero de 2001) es un futbolista español que juega en la demarcación de centrocampista en el FC Andorra de la Primera Federación.

## Biografía
Tras formarse como futbolista en las categorías inferiores del RCD Espanyol, finalmente en 2019 debutó con el segundo equipo el 18 de octubre de 2020 contra la AE Prat, encuentro que finalizó con un resultado de 2-1 a favor del conjunto de Cornellá. El 14 de mayo de 2022 debutó con el primer equipo en La Liga contra la Valencia CF.
El 19 de julio de 2023, firmó por el C. D. Castellón de la Primera Federación.

## Clubes
Actualizado al último partido disputado el 22 de diciembre de 2024.
| Club             | País    | Año       | Partidos | Goles |
| ---------------- | ------- | --------- | -------- | ----- |
| RCD Espanyol "B" | España  | 2019-     | 75       | 7     |
| RCD Espanyol     | España  | 2022-2023 | 2        | 0     |
| CD Castellón     | España  | 2023-2025 | 49       | 2     |
| FC Andorra       | Andorra | 2025-     |          |       |